# Peter Habeler
Peter Habeler (Mayrhofen, 22 luglio 1942) è un alpinista austriaco.

## Biografia
Nacque il 22 Luglio 1942 in Austria. Iniziò la sua carriera di scalatore nel 1969 insieme a Reinhold Messner. Seguirono numerosi successi, tra i quali il più importante fu la prima ascesa senza ossigeno supplementare al monte Everest, nel 1978, impresa compiuta insieme a Messner, e che era precedentemente considerata impossibile per un essere umano. Altri ottomila da lui scalati sono Cho Oyu, Nanga Parbat, Kangchenjunga e Gasherbrum I.
Tra i suoi successi come scalatore sono da menzionare le prime ascese delle Montagne Rocciose e fu inoltre il primo europeo a scalare le grandi pareti del Parco nazionale di Yosemite. Dirige la Peter Habeler Ski and Mountaineering School nella sua città natale, Mayrhofen, in Austria.